# Comuna Murafa, Șarhorod
Murafa (în ucraineană Мурафа, transliterat: Murafa) este o comună în raionul Șarhorod, regiunea Vinnița, Ucraina, formată din satele Dovjok și Murafa (reședința).

## Demografie
Componența lingvistică a satului Murafa
     Ucraineană (99,48%)
     Alte limbi (0,38%)
Conform recensământului din 2001, majoritatea populației satului Murafa era vorbitoare de ucraineană (99,48%), existând în minoritate și vorbitori de alte limbi.